# Hradec u Kaplice
Hradec u Kaplice je nejspíše pravěké hradiště na Hradišťském vrchu asi tři kilometry východně od města Kaplice a půl kilometru severně od vsi Hradiště. Pozůstatky hradiště jsou chráněny jako kulturní památka.

## Historie
Hradiště nebylo ani přes archeologický výzkum datováno, ale pravděpodobný je jeho původ v mladší nebo pozdní době bronzové. Archeologický výzkum vedl ve třicátých letech dvacátého století L. Franz, který mimo jiné prozkoumal i dochované zbytky opevnění.

## Stavební podoba
Staveništěm hradiště se stala vrcholová část Hradišťského vrchu (780 metrů) v Soběnovské vrchovině, kolem kterého ve vzdálenosti asi 900 metrů severně protéká řeka Černá. Hradiště je dvoudílné. Skládá se z devadesát metrů dlouhého trojúhelníkového předhradí, na které na jihu navazuje o patnáct metrů výše ležící akropole.
Z opevnění předhradí se částečně dochoval kamenný val vysoký až 0,5 metru. Od akropole je předhradí odděleno valem vysokým až 1,5 metru, jehož šířka se pohybuje od deseti do patnácti metrů.  Obvodové opevnění akropole se dochovalo zejména na východě, jihu a jihozápadě. Přestože na ostatních stranách poskytovaly ochranu strmé svahy, bývalo opevnění nejspíše i na nich a místy využívalo několik skalních útvarů. V dochovaných úsecích je val osm až deset metrů široký. Výška na vnější straně je až 1,5 metru, zatímco na vnitřní straně pouze 0,5 metru. Podle L. Franze je val pozůstatkem hradby tvořené dřevěným bedněním vyplněným kameny, ale pravděpodobnější je hradba s dřevohlinitou konstrukcí zpevněná na čelní straně zdí z nasucho kladených kamenů.